# 江学彬
江学彬（1917年—2008年11月21日），男，江西兴国人，中国人民解放军开国少将，曾任中国人民解放军海军政治部副主任。

## 生平
江学彬是江西兴国县古龙冈镇营前村人。抗战胜利后，编入中央党校干部队奔赴东北。任东北民主联军吉辽军区第二十三旅政治部主任、吉黑纵队政治部副主任，东北军大吉林分校政治部主任，独立第六师政治部主任，第四野战军第四十三军一五六师副政治委员，江西南昌军分区政治委员。